# فريدريك ستيوارت تشرتش
فريدريك ستيوارت تشرتش (بالإنجليزية: Frederick Stuart Church)‏ هو رسام ومصمم جرافيك أمريكي، ولد في 1842 في غراند رابيدز في الولايات المتحدة، وتوفي في 1924 في نيويورك في الولايات المتحدة.